# Беляев, Яков Петрович
Яков Петрович Беляев (1852—1912) — потомственный почётный гражданин, доктор медицины и видный общественный деятель; представлял интересы предпринимателей и промышленников в различных министерствах и ведомствах Российской империи начала XX века.

## Биография
Родился в 1852 году в семье Петра Абрамовича Беляева (ок. 1805 — 1884), который в середине 1850-х годов создал лесопромышленную и лесоторговую фирму «Петр Беляев с сыновьями». Младший брат Митрофана и Сергея Петровичей Беляевых.
С 1863 по 1870 год учился в Петришуле; в 1875 году окончил медико-хирургическую академию.
Участвовал в русско-турецкой войне (1877—1878); впоследствии получил звание доктора медицины за диссертацию: «Этюд разбора санитарного состояния родовспомогательного заведения : (Отчет за зиму 1882-83 г.)» (СПб.: тип. Р. Голике, 1885. — 68 с., 5 л. граф.). В течение ряда лет был практикующим врачом в Санкт-Петербурге и Киеве. Но дальнейшая его карьера оказалась далека от медицины. Он как и брат, вёл активную общественную деятельность и к началу XX века стал известной и влиятельной фигурой в деловых кругах Санкт-Петербурга. Состоял членом Совета по тарифным делам при министерстве финансов и Совета по железнодорожным делам при министерстве путей сообщения, работал в учётно-ссудной комиссии Санкт-Петербургской конторы Государственного банка; входил в совет Петербургского общества фабрикантов и заводчиков и избирался его вице-председателем. Несколько раз становился членом Совета съездов представителей торговли и промышленности при министерстве торговли и промышленности; проводил работу по подготовке очередных съездов в период, когда П. А. Столыпиным, а затем — его преемником В. Н. Коковцовым, проводились экономические преобразования, чрезвычайно значимые для представителей бизнеса.
В 1886 году он стал одним из учредителей Товарищества «Невское пароходство». Был в числе учредителей Прогрессивной экономической партии.
В ночь с 12 на 13 июля 1912 года на своей квартире (Фонтанка, 23) был застрелен во время ссоры своей сожительницей Антониной Ивановной Богданович. В результате блестящей защиты адвоката Н. П. Карабчевского была оправдана судом присяжных — его речь и обстоятельства дела стали хрестоматийными и вошли в учебники по юриспруденции.
Был женат с 17 февраля 1880 года на Ираиде Антоновне Кучевской. Их дети: Яков, Алексей (7.10.1891—?).